# Élections régionales de 1999 en Sardaigne
Les Élections régionales de 1999 en Sardaigne se sont tenues les 13 et 27 juin 1999, afin d'élire le président et les conseillers de la XIIe législature du conseil régional de la région de Sardaigne pour un mandat de cinq ans.

## Mode de scrutin
La Sardaigne élit ses conseillers selon un système mixte. L'élection à la présidence se fait grâce à un scrutin à deux tours. Ceux qui se qualifient pour le second tour se répartissent entre leurs alliances un bloc de 16 sièges, tandis que le reste (64 sièges) est réparti à la proportionnelle, selon les provinces de la région (au nombre de 4), pour un total de 80 sièges.

### Répartition des sièges
| Provinces                                          | Sièges | +/-           |
| -------------------------------------------------- | ------ | ------------- |
| Cagliari                                           | 29     | 1             |
| Nuoro                                              | 11     | en stagnation |
| Oristano                                           | 4      | 3             |
| Sassari                                            | 20     | 2             |
| Listes régionales (dont candidats à la présidence) | 16     | en stagnation |
| Total                                              | 80     | en stagnation |

## Résultats
|                              |                              |            |            |                |            |            |                                          |                                      |               |         |         |               |               |       |
| Présidence                   | Présidence                   | Présidence | Présidence | Présidence     | Présidence | Présidence | Conseil                                  | Conseil                              | Conseil       | Conseil | Conseil | Conseil       | Conseil       | Total |
| 1er tour                     | 1er tour                     | 1er tour   | 1er tour   | 2e tour        | 2e tour    | 2e tour    | Conseil                                  | Conseil                              | Conseil       | Conseil | Conseil | Conseil       | Conseil       | Total |
| Candidats                    | Candidats                    | Votes      | %          | Votes          | %          | Élus       | Partis                                   | Partis                               | Votes         | %       | +/-     | Sièges        | +/-           | Total |
|                              | Mauro Pili (FI)              | 371 816    | 48,10      | 369 164        | 53,71      | 9          |                                          | Forza Italia (FI)                    | 169 470       | 19,66   | 1,35    | 13            | 1             |       |
|                              | Mauro Pili (FI)              | 371 816    | 48,10      | 369 164        | 53,71      | 9          | Alliance nationale (AN)                  | 85 201                               | 9,88          | 1,19    | 7       | 1             |               |       |
|                              | Mauro Pili (FI)              | 371 816    | 48,10      | 369 164        | 53,71      | 9          | Réformateurs sardes (RS)                 | 38 259                               | 4,44          | Nv.     | 3       | 3             |               |       |
|                              | Mauro Pili (FI)              | 371 816    | 48,10      | 369 164        | 53,71      | 9          | Centre chrétien-démocrate (CCD)          | 34 866                               | 4,04          | 2,50    | 3       | 3             |               |       |
|                              | Mauro Pili (FI)              | 371 816    | 48,10      | 369 164        | 53,71      | 9          | Nouveau mouvement                        | 28 771                               | 3,34          | Nv.     | 2       | 2             |               |       |
| Total Pôle pour les libertés | Total Pôle pour les libertés | 371 816    | 48,10      | 369 164        | 53,71      | 9          | 356 567                                  | 41,37                                | 7,76          | 28      | 6       | 37            |               |       |
|                              | Gian Mario Selis (PPI)       | 243 839    | 31,55      | 318 122        | 46,29      | 7          |                                          | Démocrates de gauche (DS)            | 122 675       | 14,23   | 3,90    | 10            | 3             |       |
|                              | Gian Mario Selis (PPI)       | 243 839    | 31,55      | 318 122        | 46,29      | 7          | Parti populaire italien (PPI)            | 87 566                               | 10,16         | 6,00    | 7       | 4             |               |       |
|                              | Gian Mario Selis (PPI)       | 243 839    | 31,55      | 318 122        | 46,29      | 7          | Fédération démocratique (FD)             | 49 584                               | 5,75          | 0,53    | 4       | en stagnation |               |       |
|                              | Gian Mario Selis (PPI)       | 243 839    | 31,55      | 318 122        | 46,29      | 7          | Les Démocrates (Dem)                     | 46 857                               | 5,44          | Nv.     | 4       | 4             |               |       |
|                              | Gian Mario Selis (PPI)       | 243 839    | 31,55      | 318 122        | 46,29      | 7          | Socialistes démocrates italiens (SDI)    | 43 250                               | 5,02          | Nv.     | 3       | 3             |               |       |
|                              | Gian Mario Selis (PPI)       | 243 839    | 31,55      | 318 122        | 46,29      | 7          | Parti de la refondation communiste (PRC) | 31 713                               | 3,68          | 2,27    | 2       | 2             |               |       |
|                              | Gian Mario Selis (PPI)       | 243 839    | 31,55      | 318 122        | 46,29      | 7          | Parti des communistes italiens (PdCI)    | 18 257                               | 2,12          | Nv.     | —       | en stagnation |               |       |
|                              | Gian Mario Selis (PPI)       | 243 839    | 31,55      | 318 122        | 46,29      | 7          | Fédération des Verts (FdV)               | 15 833                               | 1,84          | 1,07    | —       | en stagnation |               |       |
| Total L’Olivier              | Total L’Olivier              | 243 839    | 31,55      | 318 122        | 46,29      | 7          | 415 735                                  | 48,23                                | 16,01         | 30      | 9       | 37            |               |       |
|                              | Franco Meloni                | 64 420     | 8,33       |                |            |            |                                          | Parti sarde d’action (PSd'Az)        | 38 422        | 4,46    | 0,61    | 3             | 1             | 3     |
|                              | Mario Floris                 | 47 697     | 6,17       |                |            |            |                                          | Union démocrate sarde (UDS)          | 35 177        | 4,08    | 5,17    | 3             | 3             | 3     |
|                              | Bustiano Cumpostu (SNI)      | 45 207     | 5,85       |                |            |            |                                          | Sardaigne, nation indépendante (SNI) | 15 284        | 1,77    | 0,58    | —             | en stagnation |       |
|                              | Bustiano Cumpostu (SNI)      | 45 207     | 5,85       | Front national | 807        | 0,09       | Nv.                                      | —                                    | en stagnation |         |         |               |               |       |
| Total Autonomistes sardes    | Total Autonomistes sardes    | 45 207     | 5,85       | 16 091         | 1,87       | 0,91       | 0                                        | en stagnation                        | 0             |         |         |               |               |       |
|                              |                              |            |            |                |            |            |                                          |                                      |               |         |         |               |               |       |
| Total candidats              | Total candidats              | 772 979    | 100        | 687 286        | 100        | 16         | Total partis                             | Total partis                         | 861 992       | 100     | -       | 64            | en stagnation | 80    |

## Conséquences
Mauro Pili, le candidat du Pôle des libertés, remporte haut la main l'élection, mais sa coalition ne dispose pas de la majorité au conseil régional. En effet, le centre-gauche dispose du même nombre de sièges que le centre-droit, et les autres partis obtiennent, de fait, la balance du pouvoir. Cependant, un scénario d'égalité parfaite en sièges (40-40) est possible. Mauro Pili se retrouve dans l'impossibilité d'avoir la confiance du conseil et démissionne après deux mois. Cette instabilité conduira à avoir quatre autres présidents durant la législature (dont Pili lui-même, de retour durant un peu moins de deux ans). Le conseil décidera, par la suite, de changer de mode de scrutin en vue des élections suivantes.